# 錦語
锦语（英語：Ai-Cham）是侗水语支的一种语言，主要分布在贵州省黔南布依族苗族自治州荔波县甲良镇地莪镇和播尧镇，使用者主要是布依族。李方桂于1943年首次区分了该语言。邻接的语言包括布依语和莫语。然而，杨通银认为锦语和莫语是同一语言的不同方言。
锦语有六个音调。他们与说莫语的人一起被划为布依族。
锦语族群传说中的祖先是吴三桂，每逢锦族新年，锦族都会纪念他。:59-85